# Schach-Olympia 1936

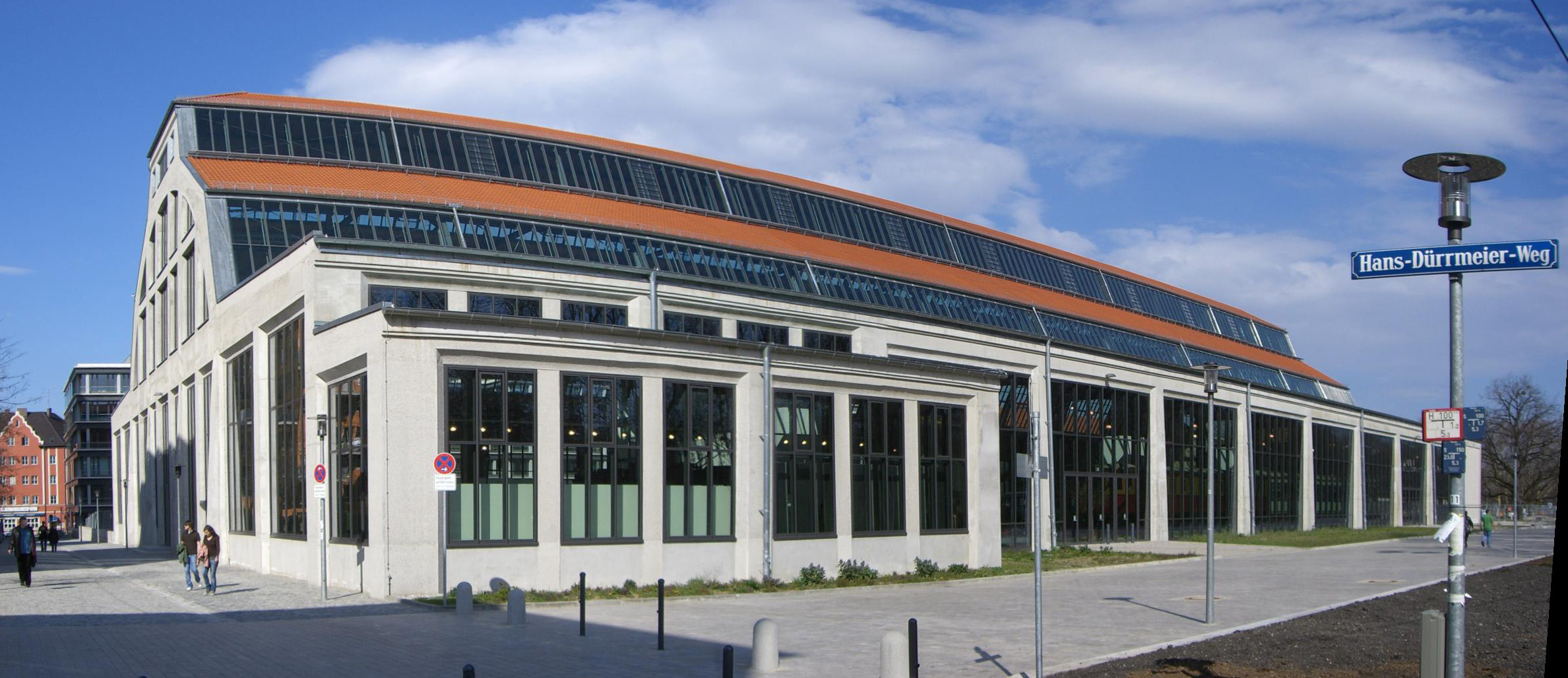
Austragungsort (Foto: 2007, inzwischen Verkehrszentrum des Deutschen Museums, Halle I) im Stadtteil Schwanthalerhöhe

Schach-Olympia 1936 war ein Schach-Länderturnier, das vom 17. August bis 1. September 1936 in München stattfand. Obwohl es keine offizielle Veranstaltung der FIDE war, wurde es vom Großdeutschen Schachbund als Schacholympiade deklariert. Es fand direkt nach den Olympischen Sommerspielen in Berlin statt.

## Hintergrund

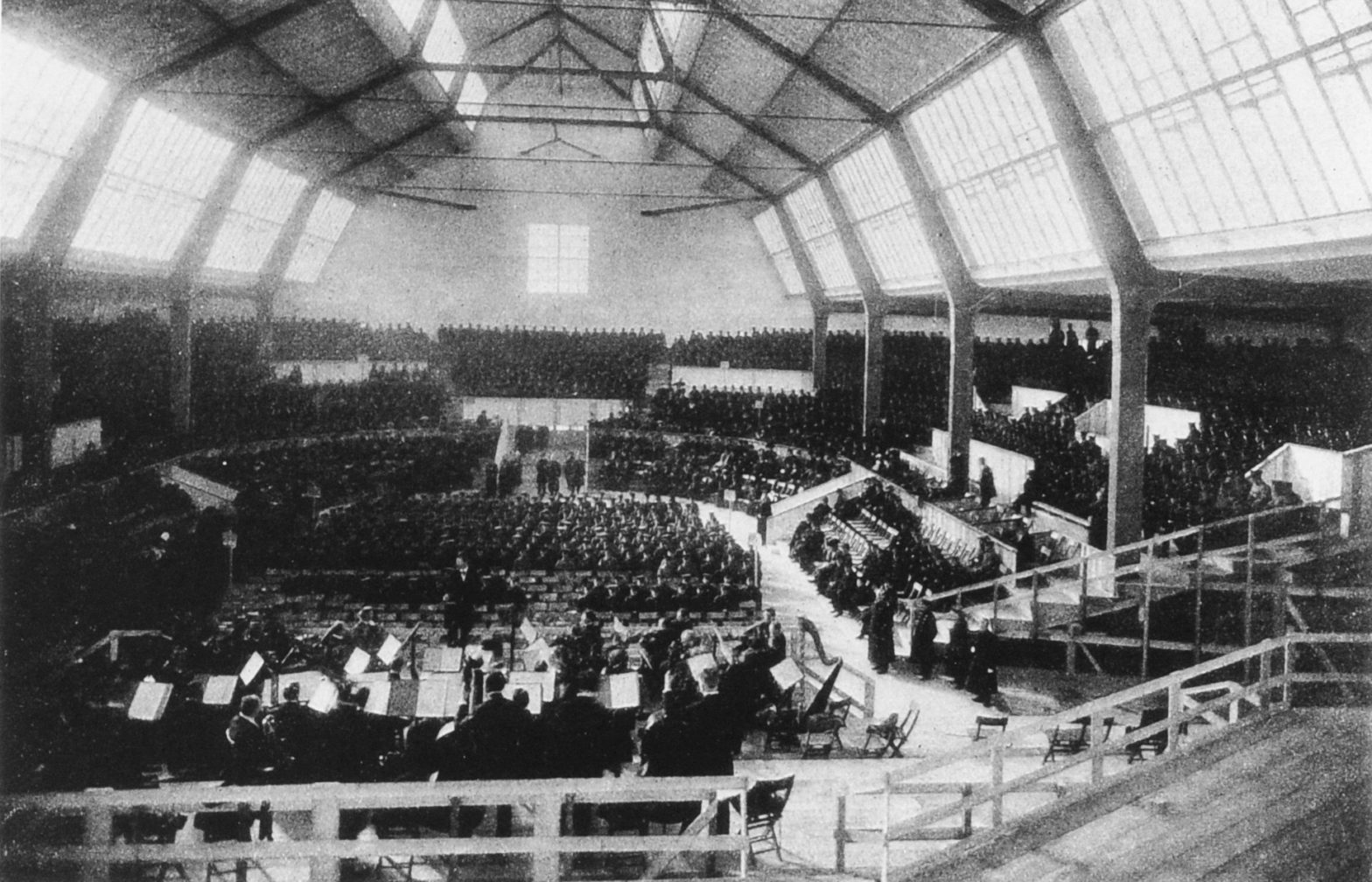
Innenansicht des Austragungsorts (Foto: 1910)

Obwohl Deutschland nach der „Machtergreifung“ weiterhin Mitglied des Internationalen Olympischen Komitees blieb, verließ der Großdeutsche Schachbund, der an die Stelle des Deutschen Schachbundes getreten war, den Weltschachbund FIDE. Auf Grund der mit den FIDE-Grundsätzen unvereinbaren nationalsozialistischen Ideologie kam es zudem zur Entfremdung von der internationalen Schachgemeinschaft. Beispielsweise waren durch Regelungen der deutschen Regierung nur noch „arische“ Spieler in deutschen Mannschaften erlaubt.
Deutschland war dennoch entschlossen, sich beim Weltschachbund einen besseren Ruf zu verschaffen und bemühte sich um eine Wiederaufnahme. Zur Hundertjahrfeier des Münchener Schachclubs 1836 richtete Deutschland eine inoffizielle Schacholympiade aus. Die FIDE teilte ihren Mitgliedern mit, dass ihnen die Teilnahme freistünde. Im Gegenzug hatte der Großdeutsche Schachbund zugesagt, beim geplanten Turnier jüdische Schachspieler in den Ländermannschaften zuzulassen.
Im Vorfeld des Turniers fand ab Anfang 1935 an verschiedenen Orten ein „Olympiatraining“ durch Efim Bogoljubow und Willi Schlage statt. Mehrere Turniere wurden organisiert, um geeignete Kandidaten für die deutsche Mannschaft zu ermitteln: Bad Nauheim (August 1935), Bad Saarow (September 1935), Stadtprotzelten am Main (Dezember 1935 bis Januar 1936), Bad Elster (Mai 1936) Bad Nauheim (Mai 1936) Dresden (Juni 1936), Swinemünde (Juni 1936), Berlin und Nürnberg (Juli 1936).
Zeitgleich mit der inoffiziellen Schacholympiade fand ein großes internationales Turnier in Nottingham statt, wodurch beispielsweise England nicht antreten konnte. Auch die Vereinigten Staaten, die die drei vorherigen offiziellen Schacholympiaden gewonnen hatten, nahmen nicht teil. Argentinien sagte offiziell wegen zu hoher Reisekosten ab, was als stillschweigender Boykott zu verstehen war. Die Niederlande nahmen zwar mit einer zweitklassigen Mannschaft teil, die Zeitschrift des Niederländischen Schachbundes berichtete jedoch nicht über das Turnier. Mehrere polnische Spieler jüdischer Abstammung wollten das Turnier boykottieren, wurden aber von polnischen Schachfunktionären zur Teilnahme gedrängt. Lediglich Savielly Tartakower, der in Nottingham eingeladen war, konnte sich diesem Druck entziehen.
Die schachliche Großveranstaltung erhielt Förderung durch die Stadt München und den bayerischen Ministerpräsidenten Ludwig Siebert. Außerdem warb der als Reichsminister ohne Geschäftsbereich amtierende Hans Frank, später Generalgouverneur im besetzten Polen, zusätzliche Mittel beim Propagandaministerium ein.

## Organisation und Turnierablauf

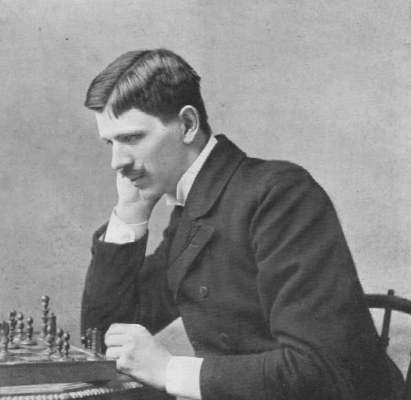
Géza Maróczy (hier ein Bild aus jungen Jahren) spielte am ersten Brett für die ungarische Siegermannschaft.

Das Turnier fand in den Hallen des Ausstellungsparks auf der Theresienhöhe statt. Wegen der Sommerhitze war das Turnier für die Spieler sehr anstrengend, und auch die Zuschauerzahlen blieben hinter den Erwartungen zurück, obwohl mit Sonderzügen insgesamt 3000 Schachinteressierte aus ganz Deutschland zum Turnier transportiert wurden und der Völkische Beobachter täglich auf einer Sonderseite berichtete.
An dem Turnier nahm die damalige Rekordzahl von 21 meist europäischen Nationen mit 208 Spielern teil. Abweichend von der üblichen Regelung, die ein Rundenturnier an vier Brettern vorsah, wurde ein Rundenturnier an acht Brettern gespielt – und zwar mit den vom Großdeutschen Schachbund propagierten neuen Bundesform-Figuren. Außerdem fanden eigens konzipierte Zeitmessgeräte (mit einem einzelnen Uhrwerk) Verwendung.
Insgesamt konnte jede Mannschaft zehn Spieler nominieren. Diese Änderung kam den Deutschen zugute, die zwar über keine absoluten Topspieler, aber eine sehr ausgeglichene Mannschaft verfügten. Andere Nationen hatten Schwierigkeiten, genügend geeignete Spieler aufzubieten, sodass das schachliche Niveau insgesamt nicht sehr hoch war. Die Wiener Schachzeitung sprach sogar von einer „Unmenge jämmerlicher Murksereien“. Insgesamt wurden 1680 Partien ausgetragen, fast zwei Drittel davon wurden jedoch nicht veröffentlicht und gelten heute als verschollen. Für jede Partie standen zwei Stunden für vierzig Züge, anschließend eine weitere Stunde für jede weitere 20 Züge Bedenkzeit pro Spieler zur Verfügung. Gewinner sollte die Mannschaft mit den meisten Brettpunkten werden. Bei einem Gleichstand sollte die Anzahl der gewonnenen Matches entscheiden.
Pro Runde war ein Team spielfrei. Da außerdem eine Vielzahl von Hängepartien absolviert werden mussten, war die Tabellensituation im Verlauf des Turniers unübersichtlich. Ungarn gewann alle 20 Runden und das Turnier mit 110,5 Punkten, gefolgt von Polen mit 108 und Deutschland mit 106,5 Punkten. Für Ungarn und Polen erzielten Meister jüdischer Herkunft wie die Steiner-Brüder, László Szabó, Ernő Gereben, Paulin Frydman, Mieczysław (Miguel) Najdorf, Henryk Friedman und Henryk Pogorieły herausragende Ergebnisse.
| # | Mannschaft  | Schachspieler |
| - | ----------- | --- |
| 1 | Ungarn      | Géza Maróczy, Lajos Steiner, Endre Steiner, Kornél Havasi, László Szabó, Gedeon Barcza, Árpád Vajda, Ernő Gereben, János Balogh, Imre Kóródy Keresztély                              |
| 2 | Polen       | Paulin Frydman, Mieczysław Najdorf, Teodor Regedziński, Kazimierz Makarczyk, Henryk Friedman, Leon Kremer, Henryk Pogorieły, Antoni Wojciechowski, Franciszek Sulik, Jerzy Jagielski |
| 3 | Deutschland | Kurt Richter, Carl Ahues, Ludwig Engels, Carl Carls, Ludwig Rellstab, Fritz Sämisch, Ludwig Rödl, Herbert Heinicke, Wilhelm Ernst, Paul Michel                                       |
László Szabó holte am fünften Brett in 19 Partien 16,5 Punkte und erzielte damit die höchste Einzelpunktzahl und als einziger Spieler sowohl eine an jedem Brett vergebene Einzel- als auch Team-Goldmedaille. Das beste Ergebnis am Spitzenbrett erreichte der 20-jährige Paul Keres für Estland mit 15,5 Punkten aus 20 Partien.

## Endstand als Kreuztabelle
| Rg | Mannschaft       | Code | 1  | 2  | 3  | 4  | 5  | 6  | 7  | 8  | 9  | 10 | 11 | 12 | 13 | 14 | 15 | 16 | 17 | 18 | 19 | 20 | 21 | BP   | +  | = | -  |
| -- | ---------------- | ---- | -- | -- | -- | -- | -- | -- | -- | -- | -- | -- | -- | -- | -- | -- | -- | -- | -- | -- | -- | -- | -- | ---- | -- | - | -- |
| 1  | Ungarn           | HUN  | ●  | 5  | 4½ | 5  | 5½ | 5½ | 4½ | 4½ | 5½ | 5  | 5  | 6½ | 5½ | 5½ | 4½ | 6½ | 6  | 5  | 6½ | 7  | 7½ | 110½ | 20 | 0 | 0  |
| 2  | Polen            | POL  | 3  | ●  | 4½ | 4½ | 5  | 3½ | 4  | 5½ | 5  | 4½ | 7  | 5½ | 6  | 6  | 3½ | 6½ | 5½ | 6½ | 6½ | 7½ | 8  | 108  | 16 | 1 | 3  |
| 3  | Deutschland      | GER  | 3½ | 3½ | ●  | 4  | 4  | 6½ | 5½ | 4½ | 5  | 6  | 4½ | 4½ | 5½ | 4½ | 6½ | 6½ | 7  | 6  | 5½ | 7  | 6½ | 106½ | 16 | 2 | 2  |
| 4  | Jugoslawien      | YUG  | 3  | 3½ | 4  | ●  | 3  | 6  | 4½ | 5½ | 5½ | 4  | 4½ | 5½ | 5½ | 6½ | 4  | 6  | 7  | 5  | 7½ | 7  | 7  | 104½ | 14 | 3 | 3  |
| 5  | Tschechoslowakei | CSR  | 2½ | 3  | 4  | 5  | ●  | 2½ | 7  | 4  | 5  | 4  | 4  | 6  | 6½ | 6  | 6½ | 5  | 6  | 6½ | 6  | 6½ | 8  | 104  | 13 | 4 | 3  |
| 6  | Lettland         | LAT  | 2½ | 4½ | 1½ | 2  | 5½ | ●  | 3½ | 4½ | 5  | 6  | 4  | 5  | 6½ | 7  | 6½ | 5½ | 5½ | 4  | 5½ | 5  | 7  | 96½  | 14 | 2 | 4  |
| 7  | Österreich       | AUT  | 3½ | 4  | 2½ | 3½ | 1½ | 4½ | ●  | 4½ | 5  | 4  | 5½ | 4  | 5½ | 4½ | 5½ | 7  | 5½ | 7  | 5½ | 6½ | 6  | 95   | 13 | 3 | 4  |
| 8  | Schweden         | SWE  | 3½ | 2½ | 3½ | 2½ | 4  | 3½ | 3½ | ●  | 5½ | 4½ | 4  | 4  | 5  | 6½ | 4½ | 6  | 5½ | 6½ | 6  | 6½ | 6½ | 94   | 11 | 3 | 6  |
| 9  | Dänemark         | DEN  | 2½ | 3  | 3  | 2½ | 3  | 3  | 3  | 2½ | ●  | 4½ | 6½ | 7  | 5½ | 4½ | 5  | 5  | 5½ | 7  | 5  | 6½ | 7  | 91½  | 12 | 0 | 8  |
| 10 | Estland          | EST  | 3  | 3½ | 2  | 4  | 4  | 2  | 4  | 3½ | 3½ | ●  | 3½ | 4  | 5½ | 4½ | 6½ | 6½ | 6  | 6  | 6½ | 5½ | 6  | 90   | 9  | 4 | 7  |
| 11 | Litauen          | LIT  | 3  | 1  | 3½ | 3½ | 4  | 4  | 2½ | 4  | 1½ | 4½ | ●  | 3½ | 3  | 4  | 4½ | 5½ | 3  | 6  | 4½ | 5½ | 6½ | 77½  | 7  | 4 | 9  |
| 12 | Finnland         | FIN  | 1½ | 2½ | 3  | 2½ | 2  | 3  | 4  | 4  | 1  | 4  | 4½ | ●  | 3½ | 4  | 4  | 4  | 5½ | 4½ | 5½ | 6  | 5½ | 75   | 6  | 6 | 8  |
| 13 | Niederlande      | NED  | 2½ | 2  | 2½ | 2½ | 1½ | 1½ | 2½ | 3  | 2½ | 2½ | 5  | 4½ | ●  | 5  | 5½ | 4½ | 5  | 4½ | 4½ | 5  | 5  | 71½  | 10 | 0 | 10 |
| 14 | Rumänien         | ROM  | 2½ | 2  | 3½ | 1½ | 2  | 1  | 3½ | 1½ | 3½ | 3½ | 4  | 4  | 3  | ●  | 5½ | 3½ | 4  | 4  | 4½ | 6  | 5  | 68   | 4  | 4 | 12 |
| 15 | Norwegen         | NOR  | 3½ | 4½ | 1½ | 4  | 1½ | 1½ | 2½ | 3½ | 3  | 1½ | 3½ | 4  | 2½ | 2½ | ●  | 3½ | 3½ | 3½ | 2½ | 7  | 5  | 64½  | 3  | 2 | 15 |
| 16 | Brasilien        | BRA  | 1½ | 1½ | 1½ | 2  | 3  | 2½ | 1  | 2  | 3  | 1½ | 2  | 4  | 3½ | 4  | 4  | ●  | 4  | 5½ | 5  | 6  | 4  | 63   | 5  | 3 | 12 |
| 17 | Schweiz          | SUI  | 2  | 2½ | 1  | 1  | 2  | 2½ | 2½ | 2½ | 2½ | 2  | 5  | 2½ | 3  | 4  | 4½ | 4  | ●  | 5  | 3  | 5  | 5  | 61½  | 5  | 2 | 13 |
| 18 | Italien          | ITA  | 3  | 1½ | 2  | 3  | 1½ | 4  | 1  | 1½ | 1  | 2  | 2  | 3½ | 3½ | 4  | 4½ | 2½ | 3  | ●  | 6  | 4  | 5½ | 59   | 3  | 3 | 14 |
| 19 | Island           | ISL  | 1½ | 1½ | 2½ | ½  | 2  | 2½ | 2½ | 2  | 3  | 1½ | 3½ | 2½ | 3½ | 3½ | 5½ | 3  | 5  | 2  | ●  | 4½ | 5  | 57½  | 4  | 0 | 16 |
| 20 | Frankreich       | FRA  | 1  | ½  | 1  | 1  | 1½ | 3  | 1½ | 1½ | 1½ | 2½ | 2½ | 2  | 3  | 2  | 1  | 2  | 3  | 4  | 3½ | ●  | 5½ | 43½  | 1  | 1 | 18 |
| 21 | Bulgarien        | BUL  | ½  | 0  | 1½ | 1  | 0  | 1  | 2  | 1½ | 1  | 2  | 1½ | 2½ | 3  | 3  | 3  | 4  | 3  | 2½ | 3  | 2½ | ●  | 38½  | 0  | 1 | 19 |

## Folgen
Das Olympiaturnier war sportpolitisch ein Erfolg. Im November 1936 schrieb das British Chess Magazine, das Münchener Länderturnier sei sehr gut organisiert gewesen und bedauerte, dass Deutschland aus der FIDE ausgetreten war. Nach dem Turnier gelang es Deutschland, sich dem Weltschachbund anzunähern und später wieder Mitglied zu werden. Bereits bei der Schacholympiade 1939 durfte Deutschland wieder offiziell teilnehmen.
Das Schach-Olympia galt nicht als offizielle Schacholympiade. Im Vergleich mit offiziellen Veranstaltungen wurden erst bei der Schacholympiade 1964 mehr Partien gespielt.
In Erinnerung an die gut empfundene Organisation des „Schach-Olympia“ vor dem Kriege richtete der Deutsche Schachbund die Schacholympiade 1958 erneut in München aus.